# Massenschwächungskoeffizient
Der Massenschwächungskoeffizient (engl. mass attenuation coefficient) ist ein Maß für die Verringerung der Intensität elektromagnetischer Strahlung beim Durchgang durch ein gegebenes Material. Er ist definiert als Quotient aus dem Absorptionskoeffizienten und der Dichte des jeweiligen Materials. Seine Dimension ist Fläche/Masse, die übliche Maßeinheit cm2/g. 

## Definition

Massenschwächungskoeffizient von Eisen (schwarze Kurve). Die farbigen Kurven zeigen die Anteile der einzelnen Effekte

Beim Durchgang durch Material nimmt die anfängliche Intensität {\displaystyle I_{0}} elektromagnetischer Strahlung exponentiell mit der Eindringtiefe {\displaystyle d} ab. Dies ist das Lambert-Beersche Gesetz:
{\displaystyle I(d)=I_{0}\,\exp(-\mu \,d)}
Hierbei ist μ der Absorptionskoeffizient, auch linearer Schwächungskoeffizient genannt.
Anstelle von μ wird in der Praxis oft der 
Massenschwächungskoeffizient: {\displaystyle {\frac {\mu }{\rho }}}
bevorzugt, wobei {\displaystyle \rho } die Dichte ist. Mit dem Massenschwächungskoeffizienten ausgedrückt muss im Lambert-Beerschen Gesetz statt der Eindringtiefe die Massenbelegung {\textstyle \rho \cdot d} verwendet werden. Es lautet dann
{\displaystyle I(\rho d)=I_{0}\,\exp \left(-{\frac {\mu }{\rho }}\,\rho d\right)}.
Der Vorteil dieser Formulierung ist, dass der Massenschwächungskoeffizient in einem großen, für Gammastrahlung wichtigen Energiebereich  für viele Materialien ähnlich ist. Oberhalb von 2 MeV liegt er in der Größenordnung von 0,05 cm²/g. 
Tabellierte Werte des Massenschwächungskoeffizienten finden sich beispielsweise in Ref.

## Beteiligte physikalische Effekte
Die Abschwächung kommt oberhalb 1 MeV überwiegend durch Comptonstreuung und Paarbildung zustande. Bei niedrigeren Energien dominiert dagegen die Absorption durch den Photoeffekt, schwach überlagert durch Rayleigh-Streuung.
Der Massenschwächungskoeffizient für den Photoeffekt allein hängt außer vom Material stark von der Energie bzw. der Wellenlänge der Röntgenstrahlen ab.
{\displaystyle {\frac {\mu }{\rho }}=C\lambda ^{3}Z^{3}}
Z ist die Protonenzahl des Atomkerns, λ die Wellenlänge der Röntgenstrahlen und C ein Parameter, der vom Material und der Wellenlänge abhängt. Er ändert sich jeweils an den Absorptionskanten.
Für detaillierte Erklärungen siehe Photon → Wechselwirkung von Photonen mit Materie.